# Pierre Milza
Pierre Milza (* 16. April 1932 in Paris; † 28. Februar 2018 in Saint-Malo) war ein französischer Historiker und Hochschullehrer am Institut d’études politiques de Paris.

## Leben
Milza war der Sohn des italienischen Einwanderers und Hotelangestellten Pietro Milza und dessen Ehefrau Suzanne Gadoux. Nach dem Tod des Vaters im Jahr 1943 wuchs Milza bei einer Tante in Sanremo in Ligurien auf. Hier entdeckte er seine italienischen Wurzeln und lernte die Sprache.
Nach dem Besuch des Lycée Turgot und des Lycée Voltaire durchlief Milza eine Ausbildung zum Grundschullehrer. Ab 1953 arbeitete er als Lehrer an einer Grundschule im 16. Pariser Arrondissement. Während der Ausbildung hatte er den Historiker Serge Berstein kennengelernt, der ihn ermunterte, Geschichte zu studieren. Von 1961 bis 1963 lehrte er an einem Collège. 1964 erhielt Milza die Agrégation im Fach Geschichte und lehrte dann bis 1966 am Lycée Michelet in Vanves. Für sein Diplôme an der Université de Paris schrieb er eine Arbeit über die Florenzer Chronistenfamilie Villani. Seine Dissertation behandelte die französisch-italienischen Beziehungen zur Zeit des Fin de Siècle.
Von 1966 bis 1968 arbeitete Milza dann als wissenschaftlicher Mitarbeiter am Centre national de la recherche scientifique (CNRS). 1968 wechselte er an das Institut d’études politiques in Paris, wo er von 1978 bis 2000 als ordentlicher Professor unterrichtete und den Fachbereich Geschichte leitete. Er war Vorsitzender des Comité franco-italien d’études historiques und des Centre d’études et de documentation sur l’émigration italienne (CEDEI). Er leitete außerdem das Centre d’histoire de l’Europe du XXe siècle (CHEVS) an der Fondation nationale des sciences politiques.

## Forschungsschwerpunkte
Zu den Schwerpunkten von Milzas Arbeit zählte insbesondere die Geschichte der italienisch-französischen Beziehungen im 19. und 20. Jahrhundert. Dabei konzentrierte er sich vor allem auf die Einwanderung von Italienern nach Frankreich. Außerdem veröffentlichte Milza zahlreiche Beiträge und Monografien zum französischen und italienischen Faschismus. Für seine Bücher erhielt er zahlreiche Preise, darunter für seine Mussolini-Biografie den Prix Guizot-Calvados, den Grand prix d’histoire der Société des gens de lettres, den Grand prix du Collège de France und den Prix Perret der Académie des sciences morales et politiques.

## Auszeichnungen und Ehrungen
- Ehrenpräsident der Revue d’histoire moderne et contemporaine
- 2013: Kommandeur der Ehrenlegion[2]
- 2008: Kommandeur des Ordre national du Mérite
- 1994: Großoffizier des Verdienstordens der Italienischen Republik[3]
- Ritter des Ordre des Arts et des Lettres

## Werke
- L’Italie fasciste devant l’opinion française, 1920–1940, Armand Colin, Paris 1967
- mit Serge Berstein: L’Italie fasciste. Armand Colin, Paris 1970
- mit Serge Berstein: Histoire de la France au XXe siècle. Éditions Complexe, Brüssel 1972
- mit Serge Berstein: L’Italie contemporaine. Des nationalistes aux Européens. Armand Colin, Paris 1973
- mit Marianne Benteli: Le Fascisme au XXe siècle. Richelieu-Bordas, Paris 1973
- mit Serge Berstein: Le Fascisme italien, 1919–1945. Le Seuil, Paris 1980
- Français et Italiens à la fin du XIXe siècle. École française de Rome, 2 Bände, Rom 1981
- Le Nouveau Désordre mondial. Flammarion, Paris 1983
- Les Fascismes. Imprimerie Nationale, Paris 1985
- Fascisme français, passé et présent. Flammarion, Paris 1987
- mit Marianne Amar: L’Immigration en France au XX. siècle. Armand Colin, Paris 1990
- mit Serge Berstein: L’Allemagne 1870–1991. Masson, Paris 1992
- Voyage en Ritalie. Plon, Paris 1993
- mit Marie-Claude Blanc-Chaléard: Le Nogent des Italiens. Autrement, Paris 1995
- Les Relations internationales de 1918 à 1939. Armand Colin, Paris 1995
- mit Antoine Marès: Le Paris des étrangers depuis 1945. Publications de la Sorbonne, Paris 1995
- Les Relations internationales:
  - De 1945 à 1973, Paris. (= Band 1), Hachette, Paris 1996
  - De 1973 à nos jours. (= Band 2), Hachette, Paris 1997
- Sources de la France au XXe siècle. Larousse, Paris 1997
- mit Serge Berstein: Axes et méthodes de l’histoire politique. PUF, Paris 1998
- mit Serge Berstein: L’Allemagne de 1870 à nos jours. Armand Colin, Paris 1999
- Mussolini. Fayard, Paris 1999
- Verdi et son temps. Paris, Perrin, Paris 2001
- mit Serge Berstein: Histoire de l’Europe contemporaine. Hatier, Paris 2002
- Napoléon III. Perrin, Paris 2004
- Histoire de l’Italie des origines à nos jours. Fayard, Paris 2005
- Voltaire. Perrin, Paris 2007
- L’Année terrible:
  - La Guerre franco-prussienne, septembre 1870 – mars 1871. (= Band 1), Perrin, Paris 2009
  - La Commune. (= Band 2), Perrin, Paris 2010
- Les Relations internationales de 1871 à 1914. Armand Colin, Paris 2009
- Les Derniers Jours de Mussolini. Fayard, Paris 2010
- mit Serge Berstein: Dictionnaire historique des fascismes et du nazisme. André Versaille, Brüssel 2010
- Garibaldi. Fayard, Paris 2012
- Conversations Hitler-Mussolini. Fayard, Paris 2013
- Pie XII. Fayard, Paris 2014